# Deutsches Windkraftmuseum
Das Deutsche Windkraftmuseum (bis 2019 Mühlenheider Windkraftmuseum) ist ein 1999 eröffnetes Museum mit Sitz in der ostwestfälischen Gemeinde Stemwede, Ortsteil Oppendorf. Das Museum widmet sich der Geschichte der modernen Windkraftnutzung, insbesondere der deutschen. Es wird durch einen eingetragenen Verein (e. V.) getragen, in dem Interessierte aus der Windenergiebranche und anderen Industrien ehrenamtlich aktiv sind. Derzeit besteht der Verein aus rund 200 Mitgliedern (Stand: 2024). Mit über 40 verschiedenen Windkraftanlagen aus Deutschland und dem europäischen Ausland, darunter rund 20 Freilichtexponate, ist es Deutschlands einziges Windkraftmuseum, aber auch eine der größten Sammlungen an Windkraftanlagen weltweit.

## Kernaufgaben
Die Kernaufgaben des Museums ergeben sich aus der Satzung des Trägervereins:
Zweck des Vereins ist die Förderung von Kunst und Kultur.
Der Satzungszweck wird verwirklicht insbesondere durch die Einrichtung und Unterhaltung von Anlagen, die der Entwicklung der Stromerzeugung durch Windkraft von den Anfängen bis zur Gegenwart zeigen. Hierzu werden Dokumente, Schriftgut und Maschinen der gewerblichen Vergangenheit und Gegenwart gesammelt.
Durchführung von Informationsveranstaltungen für Schulklassen und andere Jugendgruppen.
Zusammenarbeit mit dem Mühlenverein Minden-Lübbecke e. V. im Rahmen der Mühlentage.
Der Verein wurde im März 1999 gegründet und hat seitdem an der Sicherung von historischen Windkraftanlagen und Dokumenten unterschiedlicher Art der letzten 30 Jahre gearbeitet. Er sieht es als seine Aufgabe „die geschichtlichen Wurzeln der modernen Windenergienutzung in Deutschland zu sichern, zu dokumentieren und der Öffentlichkeit erlebbar zu machen“.

## Ausstellung
Auf dem Museumsgelände können derzeit (Stand: 2024) rund 20 restaurierte Windkraftexponate besichtigt werden. Darunter befinden sich mehrheitlich deutsche Fabrikate. Der Anlagenbereich erstreckt sich von einigen Kilowatt bis zu 500 kW.
Folgende Exponate wurden bereits aufgestellt:
- Dornier 5,5 kW
- M.A.N Aeroman 12/20
- Krogmann 15/50
- Lagerwey 10.2/20
- Husumer Schiffswerft HSW 30
- Windkraftzentrale Elektromat 12 kW
- Bosman Windpumpe
- Nordex N-27
- FH Wiesbaden Trebur
- Köster Adler-25  (Rotorblatt)
- Enercon-40
- Enercon-17
- NEW 100-25 kW
- Südwind N1237

Des Weiteren befinden sich mehr als 30 verschiedene Windkraftanlagen unterschiedlicher Bauart, Größe und Herkunft in einem museumseigenen Lager. Diese Exponate werden ebenfalls für die dauerhafte Ausstellung im Museum vorbereitet.
Bis 2019 firmierten Museum und Trägerverein unter dem Namen Mühlenheider Windkraftmuseum. Der aktuelle Name soll der internationalen Ausrichtung des Museums gerecht werden.
Zwischen 2022 und 2024 wurde die Ausstellung des Museums um eine „Sonderausstellung Rotorblätter“ erweitert. Über 20 verschiedene Rotorblätter von diversen Herstellern und Eigenbauten sind auf einer Sonderfläche von 352 m² ausgestellt. Die Pachtfläche wurde im Rahmen des  Förderprogramms „VITAL.NRW“ entwickelt.
Ein besonders auffälliges Exponat  der Rotorblattsammlung ist ein etwa 22 m langes Kohlefaser-Rotorblatt, welches von der deutschen MBB 1981 in München hergestellt wurde. Es war Teil der deutschen Forschungsanlage Voith WEC 520. Diese Versuchsanlage lief von 1981 bis 1989 auf dem  Testfeld der DFLVR (später: DLR) in Schnittlingen auf der Schwäbischen Alb in Baden-Württemberg. Im Mai 2022 erhielt das Deutsche  Windkraftmuseum dieses übriggebliebene Rotorblatt als Sachspende von dem Energieversorger EnBW.
Ein Exemplar der getriebelosen Enercon-40 wurde 2019 zum Museum gebracht. Die 500-kW-Maschine war eines der bedeutendsten Entwicklungen des Herstellers Enercon und wurde von 1993 bis 1999 über 1000 mal gefertigt.
Vom Windkraftpionier Vestas wurde 2021 eine kleine Anlage übernommen. Dabei handelt es sich um eine 75-kW-Maschine aus dem Jahr 1987. Dies war erst die zweite Windkraftanlage von Vestas in Deutschland und stand im Ort Bassum.
Im März Jahr 2024 konnte das Museum das 14 Meter lange Stück eines Rotorblattes der Forschungsanlage „GROWIAN“ (1982–1988) sichern. Damit ist das Deutsche Windkraftmuseum deutschlandweit die einzige Institution, die über ein original Bauteil von GROWIAN verfügt.

## Förderprogramme
Im Rahmen des Aufbauprogramms „REACT-EU“ von der Europäischen Union erhielt das Deutsche Windkraftmuseum eine Fördersumme von insgesamt 21.000 Euro. Hierfür konnte 2022 eine digitale Infrastruktur (Laptops, Access-Points, WLAN) für Besucher, speziell Schüler und Studenten geschaffen werden.
Weiterhin wurden 132.000 Euro vom NRW-Förderprogram „VITAL.NRW“ verwendet, um mehrere Windkraftanlagen zu restaurieren um ihre technischen Eigenschaften dem Besucherpublikum näher zu bringen. Die Erlebbarmachung von Exponaten steht hier im Vordergrund. Die Sonderausstellung Rotorblätter wurde ebenso von VITAL.NRW getragen.

## Sonstiges
Im März 2022 wurde das Museum von der damaligen Ministerpräsident-Kandidatin (Bündnis 90/Die Grünen) Mona Neubaur sowie den Landtagskandidaten Jana Sasse und Benjamin Rauer als Teil ihrer Wahlkampftour durch NRW besucht.
Der Bundesverband Windenergie (BWE) bekräftigte 2019 öffentlich seine Unterstützung für das Deutsche Windkraftmuseum.

## Betrieb einer Megawatt-Anlage
Der Verein erwarb 2014 eine 1,5-MW-Windkraftanlage des Typs Tacke TW 1.5 von dem Energieversorgungsunternehmen RWE. Die WKA gehört zu der Nullserie der ersten 1,5-MW-Anlage, die Tacke 1996/97 produzierte, und befindet sich am Standort Stemwede-Drohne. Nach der Übernahme wurde die Anlage von technischen Problemen befreit und produziert seitdem kontinuierlich Strom.